# Nagu
Nagu (; Nauvo en finnois) est une ancienne commune du sud-ouest de la Finlande. Comme beaucoup des petites communes insulaires de cette région, Nagu compte une large majorité de suédophones . 
La population est d´environ 1 500 habitants, mais en été de plus de 10 000 personnes, en comptant les habitants des maisons d´été.
Le 1er janvier 2009, les communes de Nagu, Houtskär, Iniö, Korpo et Pargas ont fusionné et pris le nom de Väståboland (Åboland de l'Ouest). La nouvelle commune s´appelle maintenant Pargas depuis 2012.

## Géographie
Nagu se situe au sud de Turku , dans le sud-ouest de la Finlande, dans la province de Varsinais-Suomi, sur principalement 2 grandes îles et 1500 – 3000 ilots. L´archipel de Nagu est une partie du plus grand archipel mondial , dans lequel on trouve 100 000 iles, et ilots et récifs, en Suède, Finlande et Estonie . La superficie est de 1 698,44 km2, dont  246,88 km2  de terres, soit 15 %. 
Des routes, des ponts et des bacs permettent de rallier la plupart des îles de l´archipel de Nagu . Les connexions  vont jusqu´à très loin dans le sud , proches des eaux internationales de la Baltique . 
Les îles extérieures font partie du parc national de l'archipel du sud-ouest.

## Population
A Nagu habitent environ 1500 personnes (décembre 2008 1428 habitants ). La commune est bilingue . La majorité (71%) est suédophone et la minorité de langue finnoise .
A Nagu on trouve aussi environ 20 différentes nationalités plus ou moins importantes . En hiver 2015–2016 la Croix Rouge finlandaise a ouvert temporellement dans le centre de Nagu un centre d´accueil de réfugiés pour environ 120 personnes , venant d´Iraq , d´Afghanistan et de Somalie. L´histoire de cette intégration réussie est connue sous le nom de ”modèle de Nagu”. On a parlé de cela dans la presse Européenne,. Après la fermeture du centre, quelques familles sont restées habiter à Nagu. En plus en 2018, 2 familles de réfugiés syriens furent accueillis .

## Histoire

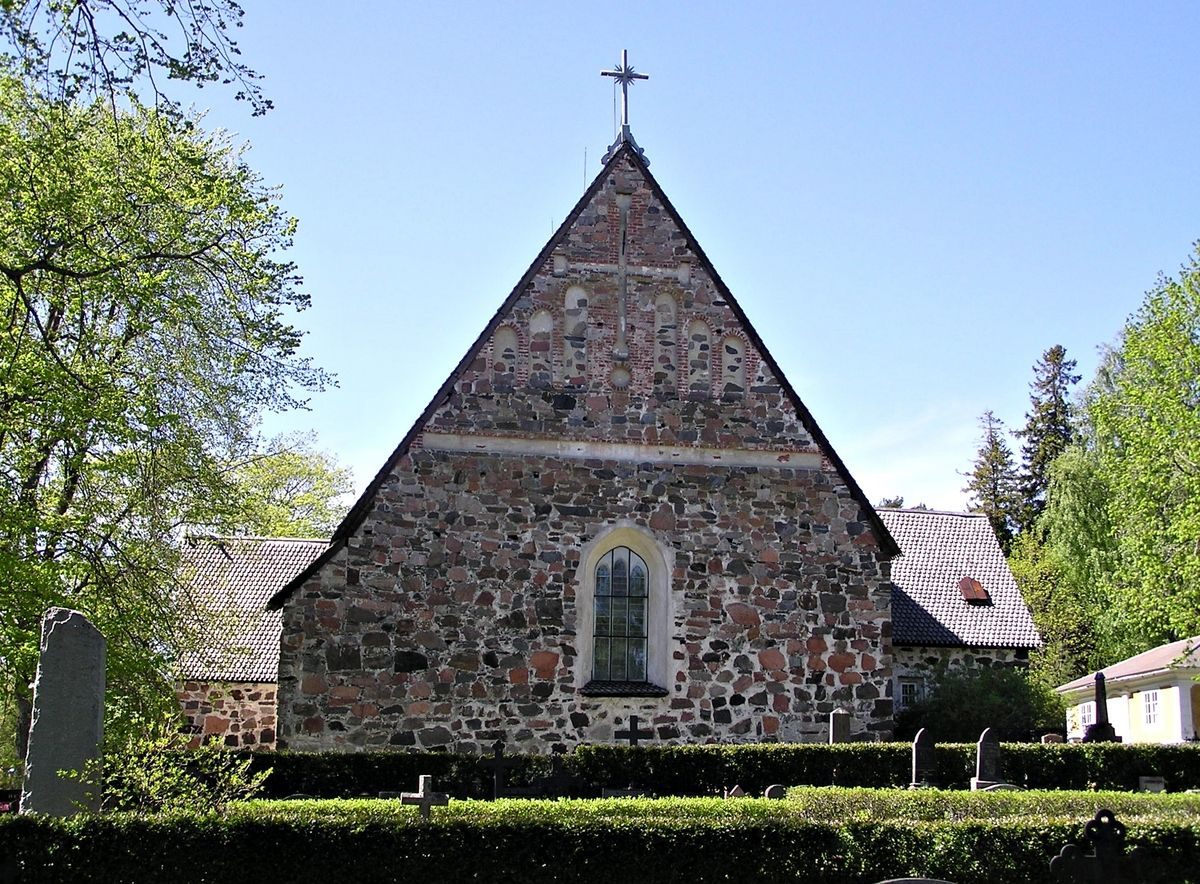
L´église de Nagu

L'église date du XVe siècle. Nagu est ensuite connue principalement pour sa léproserie, sur l'île isolée de Själö (Seili en finnois), où les lépreux de toute la Finlande allaient finir leurs jours entre 1620 et 1785, puis par un hôpital psychiatrique de triste renommée jusqu'en 1962. L'île appartient aujourd'hui à l'Université de Turku et est un des sites touristiques principaux de la commune.
Au début du XXe siècle, la commune compte encore pas loin de 4 000 habitants, répartis entre des dizaines de villages de pêcheurs (64 villages en tout). Très touchée par l'exode rural, la commune ne compte aujourd'hui que 1 500 habitants environ, mais revit largement en été lorsque les occupants des 2 200 maisons de vacances affluent pour passer la belle saison en quittant les villes.

## Services

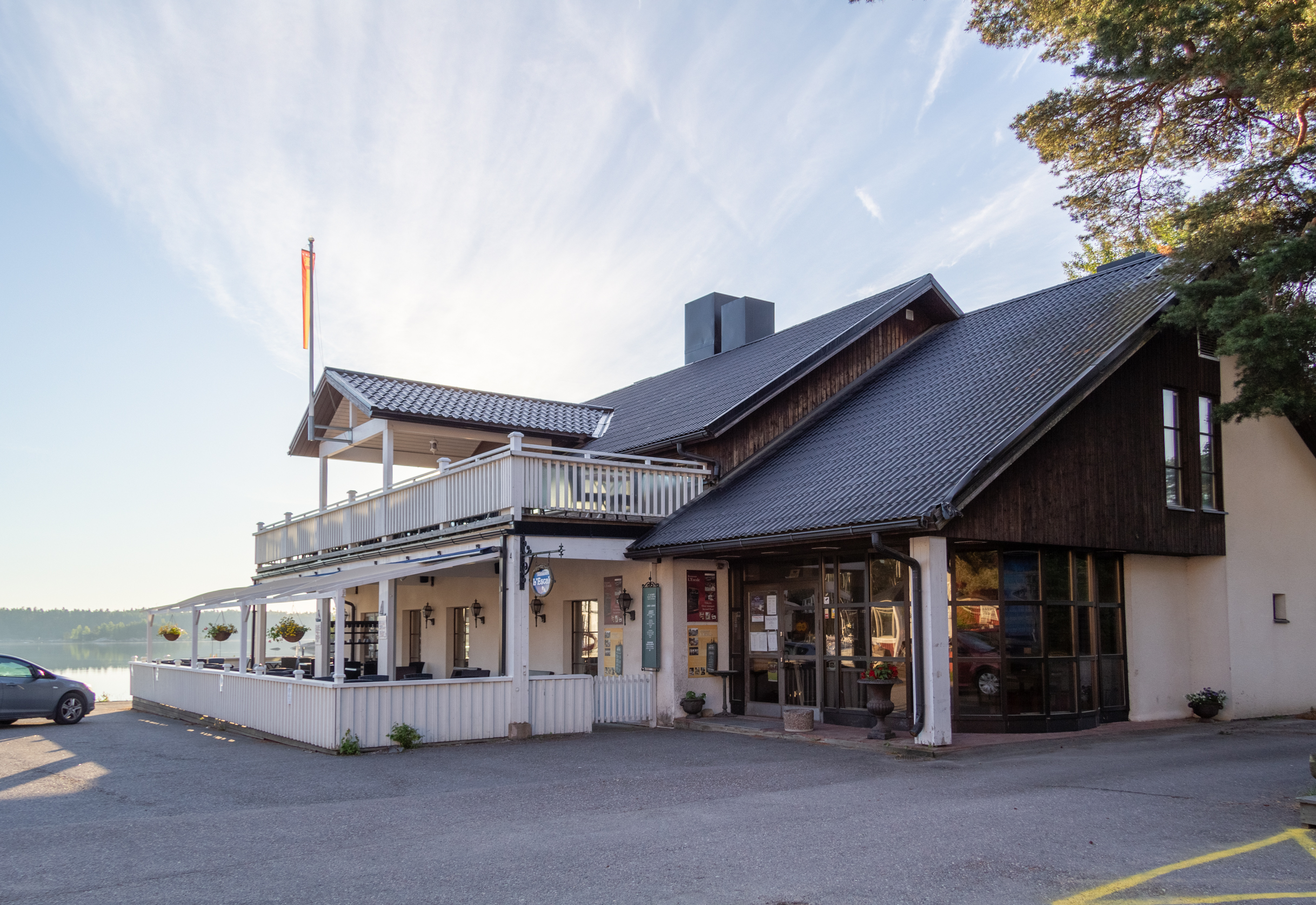
Restaurant L´Escale.

Nagu est le plus important centre touristique et de services de l´archipel. Dans l´archipel de Nagu on  trouve plusieurs ports de plaisance, dont le plus important est localisé  dans le centre de Nagu. Autour de l´ église médiévale s´est implanté en plus du port , 2 supermarchés  , 2 banques, une station service pour voitures et une autre pour bateaux, une poste, un service journalier d´autobus dans les directions de Turku  et d´Houtskär, plusieurs hôtels , un grand nombre de restaurants, dont le restaurant l´Escale fondé par un français en 1987, une pharmacie et une boutique de souvenirs. Certains restaurants sont ouverts seulement en été.

## Curiosités

### L´église de Nagu et les autres chapelles

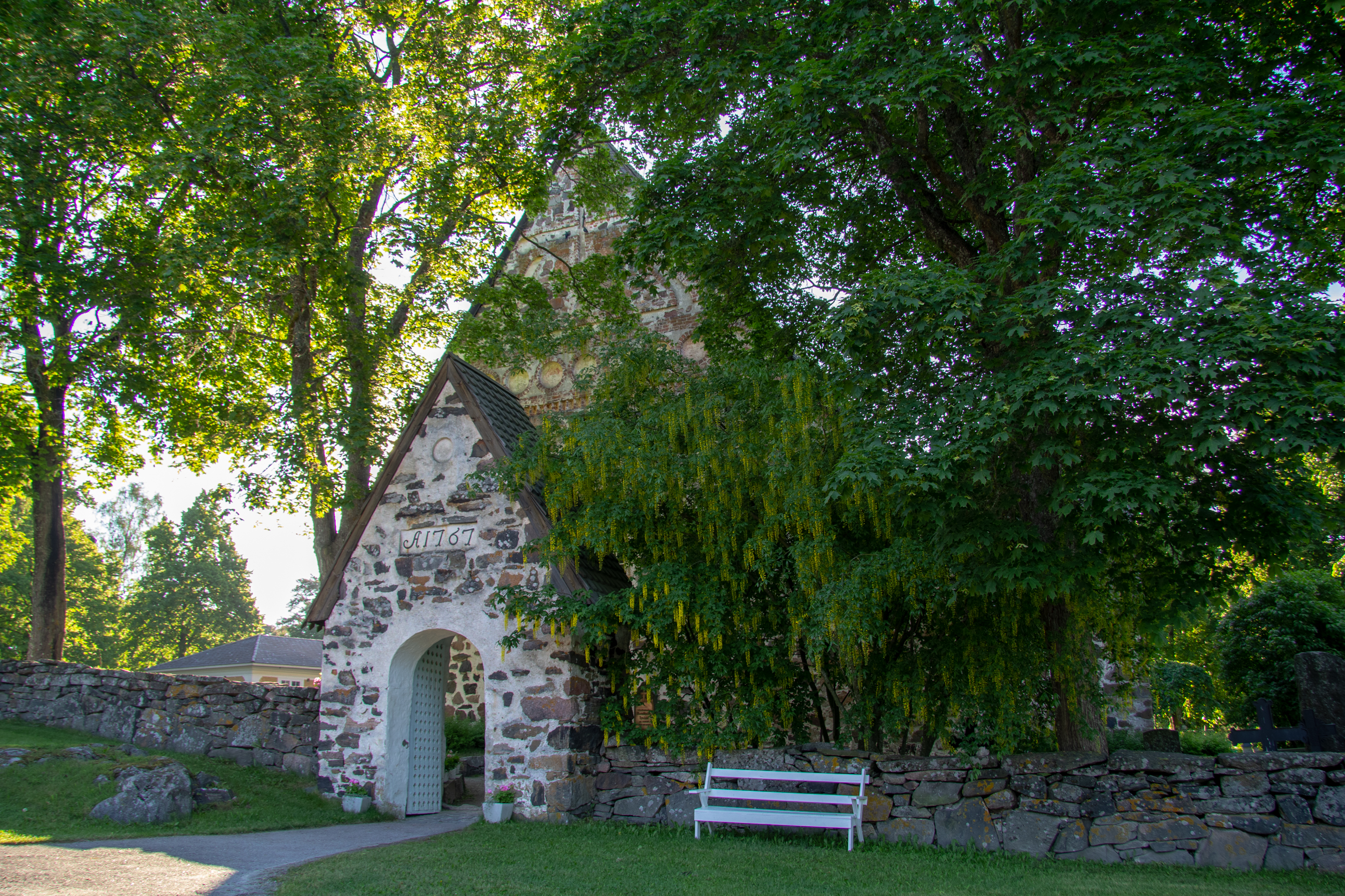
L´église de Nagu

L´église de Nagu est une église en pierre datant du Moyen Âge, du milieu de XVe siècle dans le centre du village . L´orgue Schwan datant de 1791 est , la plus vieille orgue encore en utilisation en Finlande, avec des sons datant du XVIIIe siècle.
L´église de Nötö: la chapelle d´ Abraham, a été inaugurée en 1757. L´église de Nötö a été décorée par Gustaf Lucander, entre autres le tableau proche de la fenêtre, le retable,  au-dessus de l´autel. Lucander a peint aussi les apôtres dans la galerie. On peut voir aussi son autoportrait dans l´église.
L´église de Själö a été construite en 1733. Une partie à gauche du chœur est toujours fermée. C´est là où s´asseyaient avant les lépreux pendant l´office.

### Le centre de Nagu

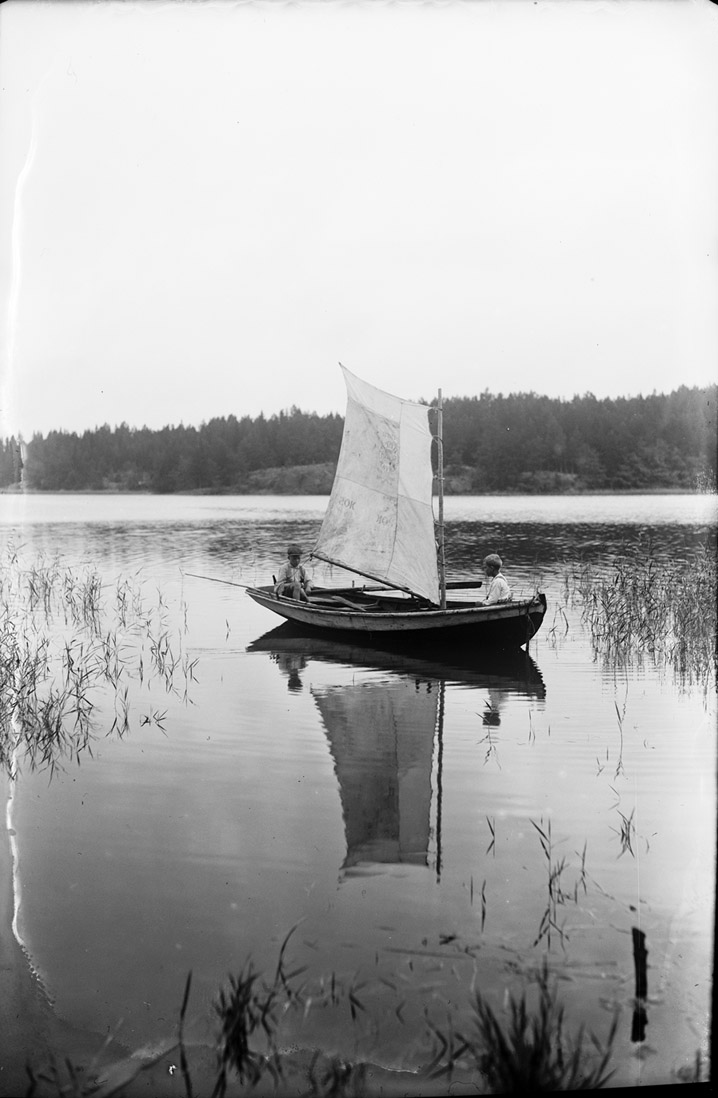
Voilierdans les eaux de Nagu.

La Maison maritime offre des expositions sur l´histoire navale des îles , à partir du XVIIIe siècle .
Dans la forêt du centre village se trouve le sentier de randonnée Nagu-Nalle très prisé par les familles avec des  enfants en bas âge. On retrouve les traits de ce sentier dans les livres de l´écrivain Henrika Andersson.

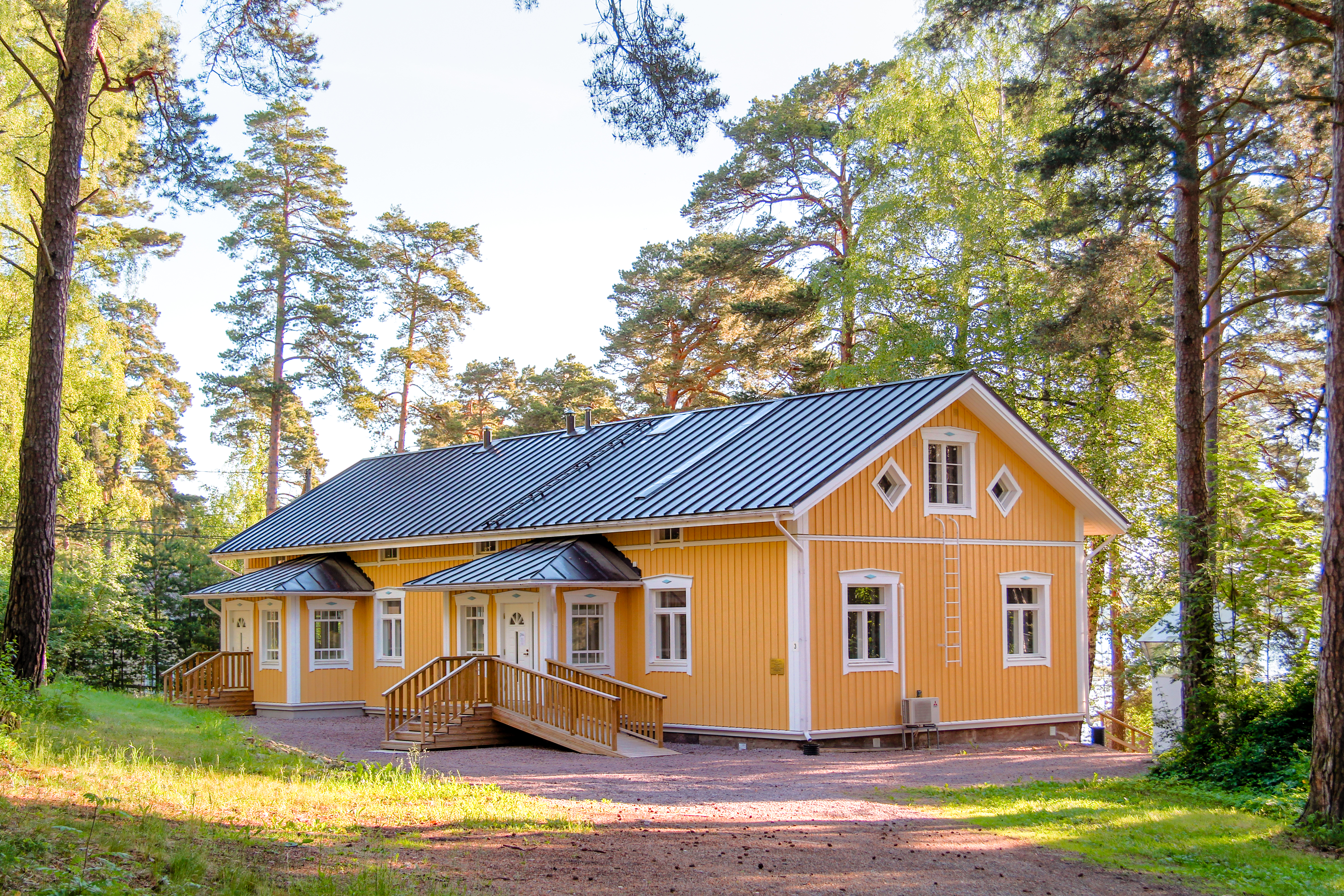
La maison maritime présente l´histoire maritime des Iles.

Le sentier de randonnée de Westerholm est long de 3 km, débute  de la place du marché du port du sud et traverse la forêt de Ernholm . Le sentier de Westerholm n´est pas un sentier traditionnel , mais plutôt un sentier culturel, qui raconte du peintre paysagiste finlandais Victor Westerholm, qui a passé son enfance dans les îles de Ernholm .
Le port de Nagu est depuis les années 1980 , très prisé des navigateurs . Il a été nommé  "port de l´année" en 1984, et depuis le port s´est  régulièrement amélioré et agrandi . En plus des  pontons, d´une capitainerie , de saunas, d´une buanderie , d´un service pour bateaux , on peut trouver  plusieurs cafés-restaurants et des boutiques.

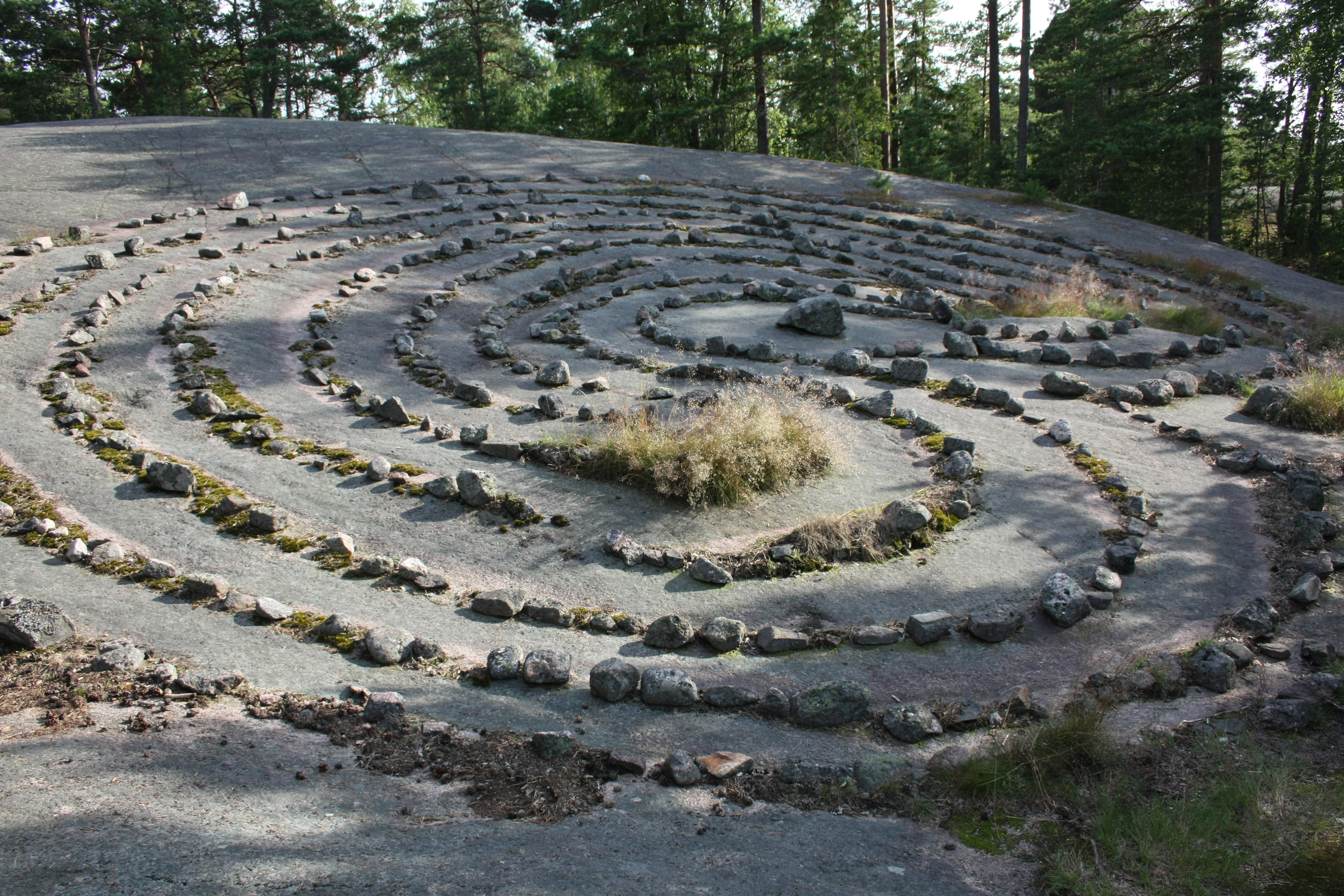
Le labyrinthe de Finby.

Le labyrinthe de Finby se situe en marchant à proximité du centre (environ  2 km). Suivez la route Parkvägen/ Puistotie à partir du port vers l´ouest , passez le terrain de sport en continuant vers l´ouest , en prenant la route Norrstandsvägen. On trouve alors des indications sur la route marquant le début du chemin montant dans la forêt jusqu´au sommet de la colline où est situé le labyrinthe.
L´île de Själö ne fait pas partie du centre village mais à partir du port du nord  on peut accéder directement à Själö en prenant le bateau m/s Östern (seulement en été, payant) ou le bateau m/s Falkö (hors saison, et gratuit ). 

### Autres endroits à Nagu
Le mémorial au ferry M/S Estonia à Pärnäinen (Pärnäs en suédois) a été érigé en souvenir de la catastrophe du M/S Estonia  (28 septembre 1994) dans laquelle 852 passagers périrent . Un chemin conduit au monument  à partir du bac de Pärnäinen.
Le musée Fagerlund de tracteurs est un musée privé à Tackork , à environ 10 km du centre de Nagu en direction de Korppoo. Le musée comprend une trentaine de vieux tracteurs.
La colline Kasberget à Prostvik est le point culminant de Nagu, à 62,5 m d'altitude. Long de 4,4 km un sentier conduit jusqu´à la route de l´archipel, en passant la colline de Parola , depuis laquelle elle offre une superbe vue sur la partie nord de Nagu.
Smörasken (la motte de beurre) est une colline de l´île de Högsar, avec un important vestige glaciaire. Smörasken offre des vues splendides vers le sud.
Vargberget (la colline du loup) à  Mattnäs est une colline dans la forêt  , avec une vue sur le sud  de la grande île de Nagu . Le sentier de Vargberget a 2,4 km de long  et commence à partir de la route Petsorvägen.

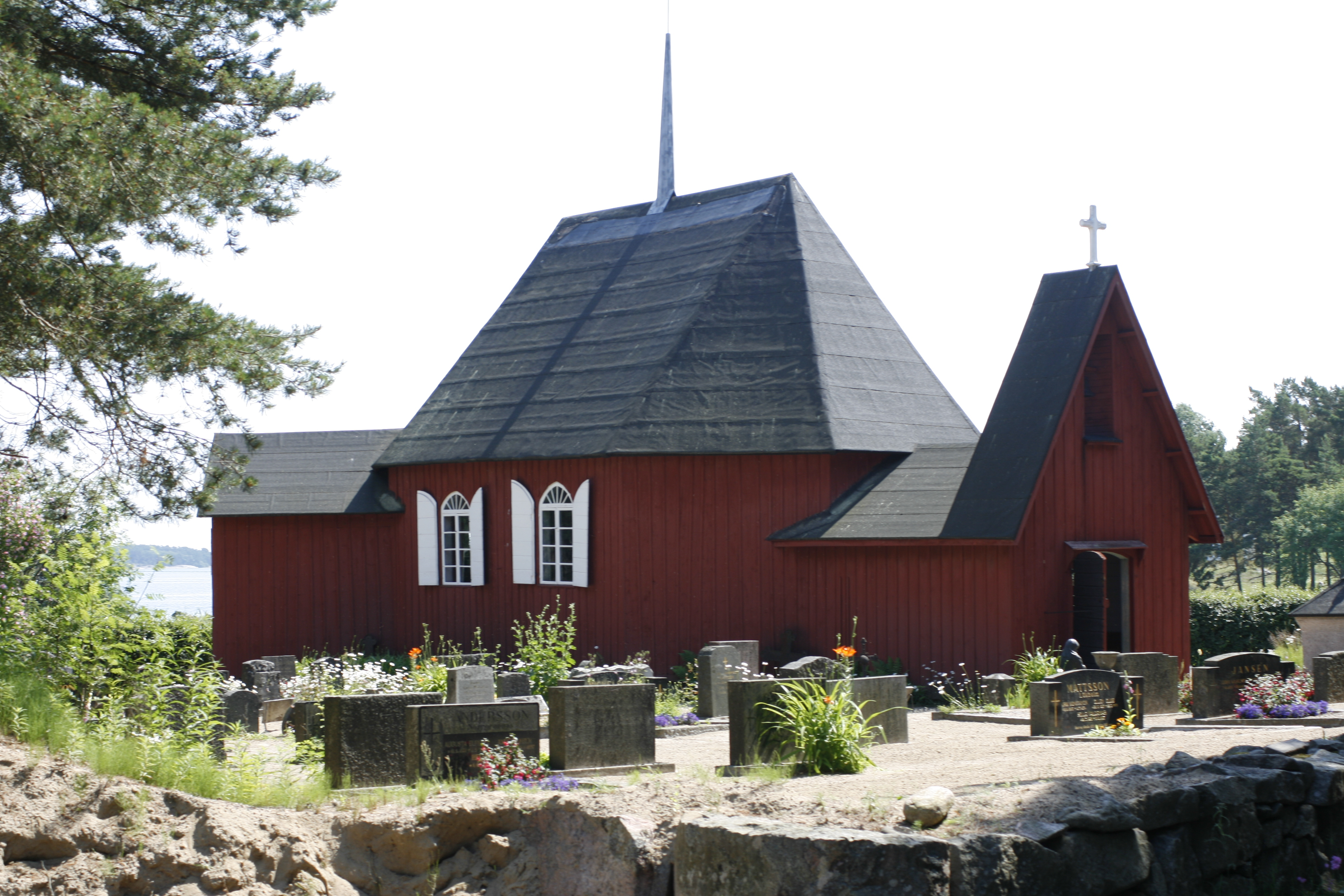
L´église de Nötö.

Nötö est une île et un village  au sud de Nagu. A Nötö en été on trouve un petit port, une boutique, un Bed & Breakfast et un café. Parmi les endroits à voir, il y a l´église de Nötö et le sentier , qui mène  "aux rochers qui chantent " et au site d´une tombe préhistorique,.
L´íle de Brännskär est une petite île au sud du bourg de Kirjais, où on peut trouver un port de plaisance, un café et des cabanons à louer.
L´île de Bornholm à Hangslax

## Connexions
L´île principale et les autres îles environnantes sont accessibles par voiture, par des ponts et des bacs. L´accès est gratuit. 
Les principaux ports de connexions sont situés, dans le port du centre de Nagu, dans le port-est de l´ile de Kirjais et dans le port de Pärnäinen, d´où part le bac qui va à Korppoo.
Le centre de Nagu est le centre des connexions de l´archipel. La route de l´archipel/ Saaristotie (départementale 180) qui  commence à partir de Kaarina , traverse la ville de Parainen, pour rejoindre les autres îles du sud , en passant par Nagu et son centre, puis Korppoo, d´où on peut rejoindre les îles Åland et enfin Houtskär .
La route de l´archipel passe par un certain nombre de ponts et de bacs . Pour accéder à Nagu à partir de Turku on doit franchir un grand bac, qui vous conduira des îles de Parainen à l´île principale de Nagu. Le voyage en bac est gratuit et dure environ 8 minutes. Le bac de Parainen – Nagu fonctionne 2 à 4 fois par heure et la nuit environ une fois par heure.

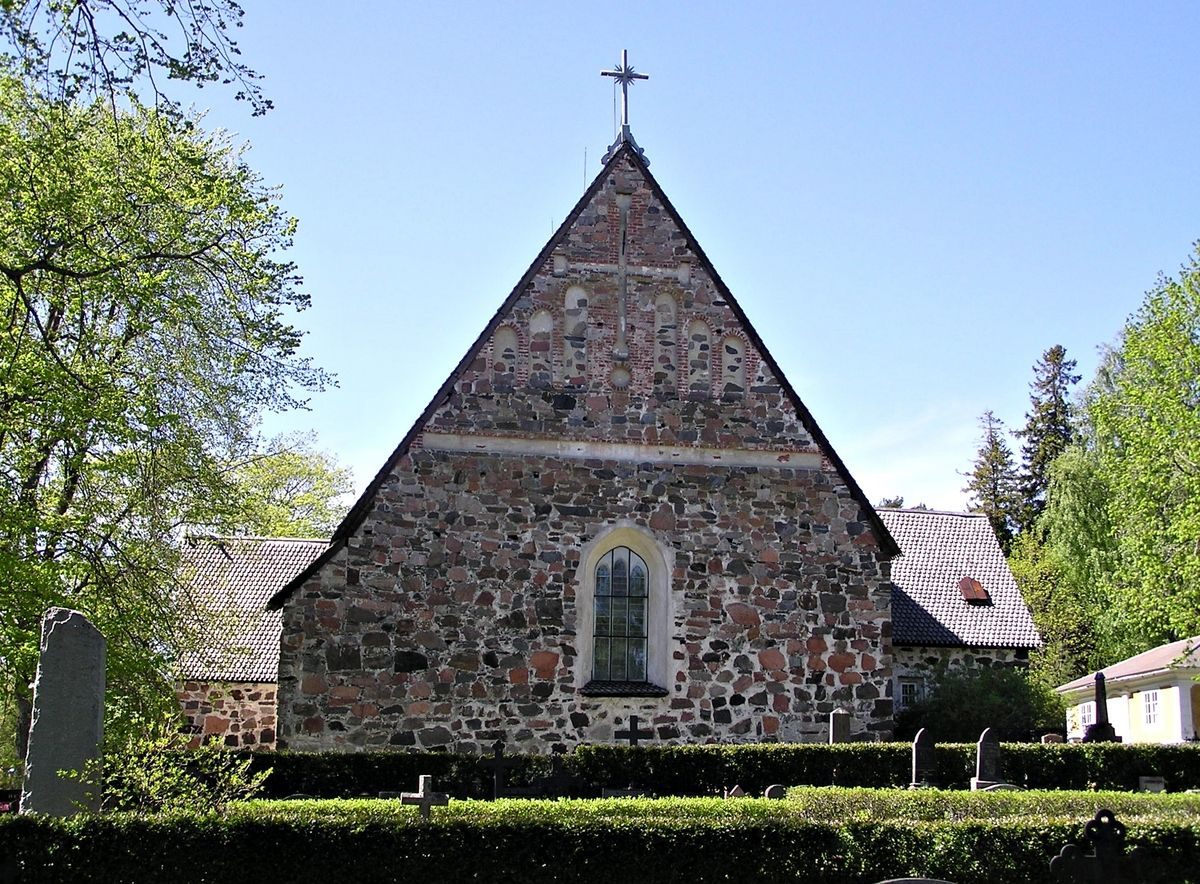
Église médiévale de Nagu

L´autobus de l´archipel relie tous les jours Turku à Nagu et dessert pendant toute l´année .
La route circulaire de l´archipel
En été sont ouverts  deux agréables routes touristiques, par lesquelles on peut voyager en voiture, en autobus, à moto ou à bicyclette. Les deux routes dites routes circulaires / Rengastie relient les îles de l´archipel de Turku et traversent le centre de Nagu . Chaque route  comprend un bac payant mais les autres bacs sont gratuits. La grande route circulaire - Rengastie couvre une grande partie de l´archipel, quand  la petite route circulaire passe par le centre de Nagu et par la jolie  petite île de Själö. 
L´histoire tragique et touchante de Själö en tant qu´île  pour lépreux et malades mentaux, fait de Själö un des principaux centres d´intérêt de Nagu. Le bac qui relie  le port de Nagu à Själö dure 20 minutes,.
La route maritime de Saint Olav
Nagu se situe sur la route maritime de Saint Olav et est une partie de la route  scandinave du pèlerinage de Saint Olav , qui se termine à Trondheim en Norvège. La route de Saint Olav est  la première route en Finlande, qui ait été acceptée par le Conseil de l´Europe en tant qu´ itinéraire culturel (le 6 décembre 2018), et est aussi probablement le premier itinéraire de pèlerinage sur l´eau. 